# Cabana Maior
Cabana Maior ist eine Gemeinde (Freguesia) im nordportugiesischen Kreis Arcos de Valdevez. In ihr leben 177 Einwohner (Stand 19. April 2021).
In der Nähe befindet sich das prähistorische Núcleo Megalítico do Mezio.